# Jon Condoret
 (juin 2019).
Si vous disposez d'ouvrages ou d'articles de référence ou si vous connaissez des sites web de qualité traitant du thème abordé ici, merci de compléter l'article en donnant les références utiles à sa vérifiabilité et en les liant à la section « Notes et références ».
Jon (Jean-André) Condoret (5 septembre 1934 à Alger, Algérie - 8 août 2010 à Pittsboro, Caroline du Nord) est un architecte américain connu pour son travail en apportant moderniste la conception à la Caroline du Nord.

## Éducation
Condoret a étudié à L'Ecole Spéciale d'Architecture à Paris, où il a obtenu un baccalauréat en architecture en 1959. En 1962, sa femme, ses enfants et lui ont fui la Révolution Algérienne.

## Début de carrière
Après avoir fui l'Algérie, Condoret a travaillé pour Archie Davis puis jusqu'en 1967. En 1967, il a travaillé comme Architectes Winn / Condoret avec le partenaire Sumner Winn. Avant de sortir enfin de son propre chef, Condoret a travaillé pour Don Stewart à CPAA.

## Carrière
Après ces trois premiers emplois, Condoret conçu très bâtiments modernes en Caroline du Nord , en particulier dans Chapel Hill, Caroline du Nord et du comté de Chatham . Il était architecte principal pour Fearrington Village à Chatham County, et est responsable d'un grand nombre de bâtiments là - bas.

## Mort
Condoret est mort le 8 août 2010 à sa maison à Fearrington Village. Sa fille est l'architecte Arielle Schechter.